# Carrie Daumery
Carrie Daumery (25 de março de 1863 – 1 de julho de 1938) foi uma atriz norte-americana de origem neerlandesa.
Natural de Amsterdã, Países Baixos, Daumery apareceu em 63 filmes entre 1908 e 1937. Foi a mãe do diretor de cinema Jean Daumery.
Faleceu em Los Angeles, Estados Unidos, em 1938.

## Filmografia selecionada
- He Who Gets Slapped (1924)
- Dynamite Dan (1924)
- Forbidden Paradise (1924)
- The Greater Glory (1926)
- Paris at Midnight (1926)
- The Lucky Lady (1926)
- The Cardboard Lover (1928)
- The Man Who Laughs (1928)
- Hearts in Exile (1929)
- The Kiss (1929)
- Madame X (1929)
- Children of Pleasure (1930)
- Duck Soup (1933)
- Anna Karenina (1935)